# Polen-Jugendverwahrlager Litzmannstadt
Das Jugendverwahrlager Litzmannstadt (Jugend- oder Kinder-KZ, amtlich Polen-Jugendverwahrlager Litzmannstadt der Sicherheitspolizei in Litzmannstadt) war ein Konzentrationslager für Kinder während der deutschen Besetzung Polens. Das Lager in der Stadt Litzmannstadt (Łódź) bestand von 1942 bis 1945.

## Baugeschichte

Lage des Lagers im Ghetto Litzmannstadt (Nr. 15)

Unter der Bezeichnung Jugendschutzlager Ost wurde bereits 1941 mit der Planung begonnen. Die Anregung kam, nach eigenem Bekunden, von Hans Muthesius, den störte, „daß aus Mangel an besonderen Einrichtungen fremdvölkische, insbesondere polnische Jugendliche der deutschen Fürsorgeerziehung überwiesen wurden.“ Am 15. November 1941 gab Heinrich Himmler den Befehl zur beschleunigten Erstellung des Lagers. Mit Schreiben vom 30. Mai 1942 teilte der SS-Obergruppenführer Oswald Pohl mit, dass er es als nicht vertretbar ansehe, die Waffen-SS zur Erziehung und Bewachung von Kindern einzusetzen und daher die Zuständigkeit an die Kriminalpolizei zurückgeben müsse. Errichtet wurde das Lager dann aber doch unter Aufsicht der SS, die Lagerführung lag aber bei der Reichszentrale für die Bekämpfung der Jugendkriminalität, einer Sonderabteilung der weiblichen Kriminalpolizei.
Am 30. September 1942 wurde zur Vorbereitung des Lagers ein Teil des Ghettos Litzmannstadt geräumt. Es betraf den Teil zwischen den Straßen Ewald-, Max- und Robertstraße (heute ul. Bracka, Emili Plater, Górnicza) sowie dem jüdischen Friedhof. Ein Teil der Gebäude auf dem Gelände wurde abgerissen. Mit Befehl vom 28. November 1942 durch Himmler wurde das Lager zum 1. Dezember 1942 eröffnet. Der Bau der Baracken wurde Anfang 1943 abgeschlossen, der weitere Ausbau dauerte bis Ende 1943. Im September 1943 wurde der Block Nummer 36 ausgebaut, um dort Kinder im Alter von zwei bis acht Jahren zu inhaftieren. Aber schon zuvor waren auch Kinder unter acht Jahren im Lager inhaftiert. Das Ende des Lagers wurde durch das Vorrücken der Roten Armee besiegelt. Am 18. Januar 1945 verließen die Deutschen das Lager fluchtartig vor der heranrückenden Front.

## Verwaltung
Das Lager war in sechs Abteilungen gegliedert. Die Abteilungen eins bis fünf waren für verschiedene Verwaltungsaufgaben zuständig, Abteilung sechs mit der Aufseherin Sydonia Bayer war für die Mädchen und Kleinkinder zuständig. Der erste Lagerkommandant war SS-Sturmbannführer Karl Ehrlich, erster Lagerleiter Hans Heinrich Fuge. Als Lagerleiter folgten Arno Wruck und letzter Leiter war ein Mann namens Enders.

## Häftlinge

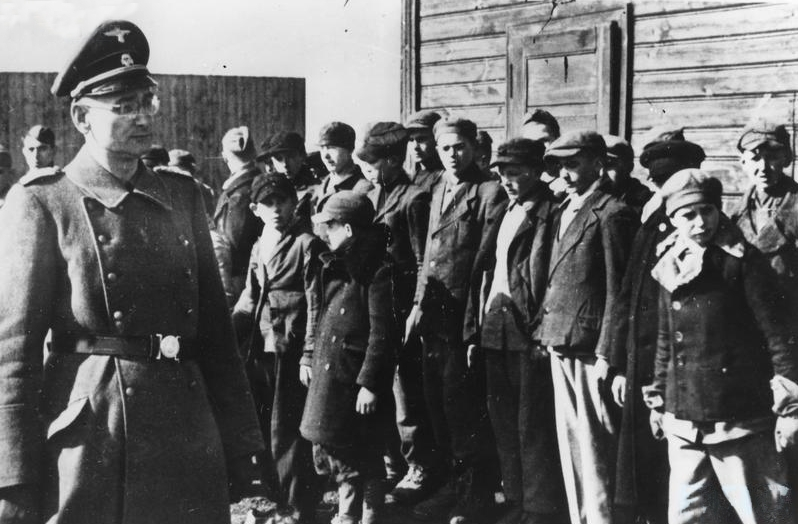
Appell im Polen-Jugendverwahrlager Litzmannstadt

Vorgesehen war das Lager für etwa 1.800 bis 2.000 Gefangene.
Ursprünglich sollten in das Lager Kinder im Alter zwischen 12 und 16 Jahren eingewiesen werden. Das Mindestalter wurde bereits im Januar 1943 auf acht Jahre gesenkt. Das jüngste in das Lager eingewiesene Kind war ein Junge im Alter von zwei Jahren und drei Monaten.
Gründe der Inhaftierung waren oft lediglich kleine Diebstähle von Nahrungsmitteln, unerlaubter Erwerb von Lebensmittelkarten, „Verwahrlosung“. Aber auch Waisen (sogenannte „Terroristen und Banditenkinder“) von verschleppten Zwangsarbeiterinnen, Partisaninnen und Massakeropfern wurden von der Reichskriminalpolizei, den Jugendämtern und der SS dort eingewiesen.
Am 11. Dezember 1942 kam die erste Gruppe Kinder in das Lager. Mitte April 1943 waren etwa 350 Kinder und Jugendliche im Lager untergebracht, Ende April waren es bereits 1.757, Ende Mai 2.673 und Mitte 1943 schon 5.899 Kinder. Die höchste Zahl von inhaftierten Kindern wurde Ende 1943 mit 7.832 erreicht. Während des Bestehens des Lagers wurden mehrere Tausend Kinder, möglicherweise zwölf- bis dreizehntausend oder sogar 20.000 Kinder hier inhaftiert. Beim Einmarsch der Roten Armee wurden noch etwa 800 bis 900 Kinder im Lager gefunden.
Die Kinder mussten täglich zehn bis zwölf Stunden arbeiten. Zu Beginn wurden sie vor allem zum Ausbau des Lagers eingesetzt. Ab dem Sommer 1943 kamen Arbeitsbetriebe hinzu. So wurden Schuhe für die Wehrmacht repariert, Patronentaschen hergestellt, Körbe für Artilleriemunition geflochten und Nägel gerade gebogen. Die jüngsten mussten Tüten kleben oder künstliche Blumen herstellen. Eine Gruppe von vor allem Mädchen, zeitweilig bis zu 150, wurde auf einem Gut bei Litzmannstadt in der Landwirtschaft eingesetzt. Strafen waren, unabhängig vom Alter der Kinder: Schläge mit Stock oder Peitsche, Essensentzug, Dunkelarrest, in den Schnee legen und mit kaltem Wasser übergießen und Ähnliches. Wie viele Kinder in dem Lager umgekommen sind, ist nicht sicher. Es gibt Dokumente, die von 200 Toten pro Monat ausgehen, was etwa einem Drittel der Inhaftierten entspricht. Als offizielle Todesursachen wurden häufig Herzschlag und Lungen-Tuberkulose angegeben. Die wahren Ursachen waren unzureichende sanitäre und hygienische Lagerbedingungen, Schläge und Erschießungen. Im Sommer 1943 brach eine Typhusepidemie aus, an der viele starben.
Die Ernährungssituation zeigt sich an einem Mittagessen. Pro Kind gab es 35 Gramm Fleisch, 107 Gramm Kartoffeln und 60 Gramm Grütze in einer daraus hergestellten Roggengrützensuppe.
Ein Teil der Kinder, vor allem sehr junge, die arisch aussahen, wurde zur Germanisierung in das Germanisierungslager des Rasseamts in der heutigen ulica Sporna 73 gebracht. Dort wurde von Deutschen innerhalb einiger Wochen geprüft, ob sie für geeignet empfunden wurden. Wer dies bestand, wurde von deutschen Familien adoptiert, die anderen mussten zurück in das Jugendverwahrlager.

## Nachkriegsgeschichte

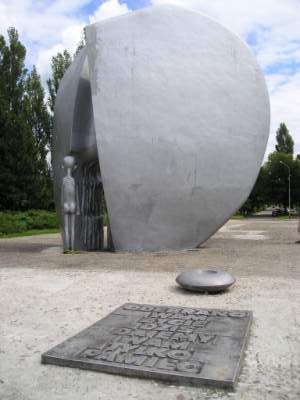
Denkmal des Martyriums der Kinder

Nach dem Krieg wurde die Leiterin des Mädchenlagers Sydonia Bayer 1948 zum Tode verurteilt und hingerichtet.
Die stellvertretende Lagerleiterin Eugenia Pohl änderte nach dem Krieg ihren Namen in Pol und arbeitete unerkannt in Łódź als Kindergärtnerin. Es wird spekuliert, dass sie einen einflussreichen Beschützer in der Stadtverwaltung hatte. Erst am 12. Dezember 1970 wurde sie verhaftet. Am 2. April 1974 folgte die Urteilsverkündung. Unter anderem wegen Mordes an der 13-jährigen Urszula Kaczmarek wurde Pohl zu 25 Jahren Zuchthaus verurteilt, die sie wegen guter Führung nicht vollständig verbüßen musste.
1947 wurden die Reste des Lagers beseitigt und auf dem Gelände wurden zwei Schulen und Wohnblöcke errichtet. Bis 1964 gab es keine Berichte über das Lager. Erst am 9. Mai 1971 wurde ein Denkmal für die Opfer des Lagers enthüllt. Das Denkmal des Martyriums der Kinder (Pomnik Martyrologii Dzieci) wurde aus einer Schrott- und Altpapiersammlung finanziert und zeigt ein nacktes Kind vor einem zerbrochenen Herzen.